# Rakowe Pole
Rakowe Pole – osada w Polsce położona w województwie pomorskim, w powiecie nowodworskim, w gminie Nowy Dwór Gdański na obszarze Żuław Wiślanych.
Osada wchodzi w skład sołectwa Różewo.
Nazwą oboczną osady jest Suchowo (niem. Rosenort).
Wieś komornictwa zewnętrznego Elbląga w XVII i XVIII wieku. W latach 1975–1998 miejscowość administracyjnie należała do województwa elbląskiego.